# Liste des réserves de biosphère en Haïti
Cet article recense les réserves de biosphère en Haïti.

## Statistiques
En 2023, Haïti compte 2 réserves de biosphère.

## Liste
| Réserve de biosphère                        | Création | Superficie (km²) | Superficie (km²) | Superficie (km²) | Superficie (km²) | Gestion / Notes                                                                                            | Illustration |
| Réserve de biosphère                        | Création | Totale           | Centre           | Tampon           | Transition       | Gestion / Notes                                                                                            | Illustration |
| ------------------------------------------- | -------- | ---------------- | ---------------- | ---------------- | ---------------- | --- | ------------ |
| La Hotte                                    | 2016     | 4 352            | 1 171            | 1 850            | 1 330            | Comprend, entre autres, les parcs nationaux de Grande Colline, Macaya et Grand Bois                        |              |
| La Selle - Jaragua-Bahoruco-Enriquillo (es) | 2017     | 6 088            | 120              | 1 124            | 4 844            | Réserve transfrontière avec la République dominicaine ; comprend, entre autres, le parc national La Visite |              |